# Polycope pustulata
Polycope pustulata är en kräftdjursart som beskrevs av Georg Ossian Sars 1890. Polycope pustulata ingår i släktet Polycope, och familjen Polycopidae. Arten har ej påträffats i Sverige.